# Leiji Matsumoto
Leiji Matsumoto (松本零士, Matsumoto Reiji,  geboren als Akira Matsumoto (松本晟)), Kurume (Fukuoka), 25 januari 1938 – Tokio, 13 februari 2023 was een Japans mangaka van verscheidene populaire manga en anime.

## Space opera
Matsumoto is bekend voor zijn space operas zoals Space Battleship Yamato. Zijn stijl wordt gekarakteriseerd door tragische helden; lange, smalle, fragiele heldinnen met een sterke wil en soms goddelijke krachten; en een voorliefde voor analoge meetinstrumenten en knoppen in zijn ruimteschepen.

## Carrière

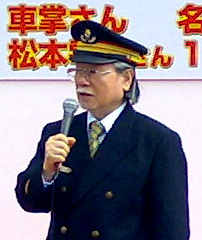
Leiji Matsumoto in 2008.

Matsumoto maakte zijn debuut onder zijn echte naam, Akira Matsumoto, in 1953. 
Zijn eerste grote werk was Otoko Oidon uit 1971. Deze reeks vertelt over het leven van een ronin (een jonge man die zich voorbereidt op universitaire ingangsexamens). In deze zelfde periode schreef hij Senjo Manga Series, een reeks kortverhalen die zich afspelen tijdens Wereldoorlog II. Later werden ze uitgegeven onder de titel The Cockpit.
Matsumoto werkte mee aan Space Battleship Yamato (1974) en creëerde de populaire reeksen Space Pirate Captain Harlock (in het Westen ook bekend als Albator, le corsaire de l'espace) en Galaxy Express 999 (beiden in 1977). In 1978 won hij de Shogakukan Manga-prijs in de categorie shonen voor Galaxy Express 999 and Senjo Manga Series. De geanimeerde versies van Captain Harlock en Galaxy Express 999 spelen zich in hetzelfde universum af. Ze genereerden verscheidene spin-offs, waaronder Queen Emeraldas en Queen Millennia.
Ook in het westen liet Matsumoto zijn sporen na. Hij werkte mee aan verscheidene videoclips voor de CD Discovery van het houseduo Daft Punk. Samen vormden deze clips een geanimeerde langspeelfilm getiteld Interstella 5555: The 5tory of the 5ecret 5tar 5ystem.
24 bronzen standbeelden van personages en scènes uit Space Battleship Yamato en Galaxy Express 999 bekleden het stadscentrum van de stad Tsuruga. Ze werden geplaatst in 1999. Elk standbeeld heeft een bijhorend plaquette met Matsumoto's handtekening en achtergrondinformatie over het personage.

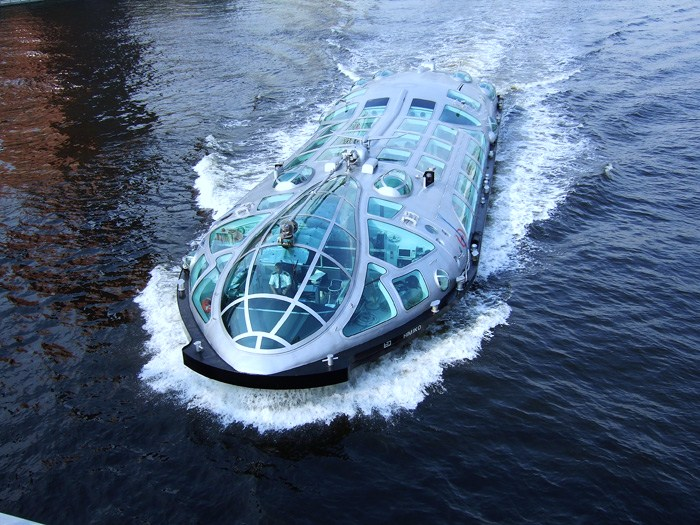
Himiko, een watertaxi ontworpen door Leiji Matsumoto

Matsumoto werkte samen met Yoshinobu Nishizaki aan Space Battleship Yamato (buiten Japan vooral bekend als Star Blazers). Matsumoto maakte een manga die losjes gebaseerd is op de reeks. De Yamato verschijnt af en toe in verscheidene van zijn andere werken, waaronder de Galaxy Express 999 manga.
Een meer recent werk van Matsumoto getiteld Great Yamato, waarin een nieuwe versie van de Yamato voorkwam, moest hernoemd worden naar Great Galaxy vanwege juridische problemen met Nishizaki. Vanaf 2009 werkten beiden aan eigen animeprojecten waarin het ruimteschip Yamato voorkwam. Hierbij gold dat Matsumoto de naam Yamato en het verhaal en personages van het origineel niet mocht gebruiken, terwijl Nishizaki geen tekeningen, karakterontwerpen of schipdesigns van het origineel mocht gebruiken. Nishizaki overleed in 2010. Het is onbekend of deze voorwaarden nadien nog steeds golden voor Matsumoto.
In augustus 2014 was het zestig jaar geleden dat Matsumoto debuteerde als mangaka. Om dit te vieren publiceerde hij de manga Captain Harlock ~Jigen Kōkai~ (ook bekend als Captain Harlock: Dimensional Voyage) in het magazine Champion Red van uitgeverij Akita Shoten. De manga werd geïllustreerd door Koichi Shimahoshi. Het is een bewerking van het verhaal van de originele manga uit 1978. In de Verenigde Staten werd deze strip uitgebracht door uitgever Seven Seas.

## Privé
Matsumoto overleed op 85-jarige leeftijd in Tokio.
Hij was tot zijn dood getrouwd met shojotekenares Miyako Maki. Zij is vooral bekend als de uitvinder van de pop Licca-chan, het Japanse equivalent van Barbie.

## Oeuvre
| Name                                                            | Year(s)   | Role(s)                  |
| --------------------------------------------------------------- | --------- | ------------------------ |
| Arcadia of My Youth                                             | 1982      | Verhaal                  |
| Arcadia of My Youth: Endless Orbit SSX                          | 1982-1983 | Verhaal                  |
| Arei no Kagami                                                  | 1985      | Verhaal                  |
| Captain Harlock ~Jigen Kōkai~ (Dimensional Voyage)              | 2014      | Verhaal                  |
| Cosmo Warrior Zero                                              | 2001      | Verhaal                  |
| Dai-yojo-han series                                             | 1970–1974 |                          |
| Fairy Hotaruna                                                  |           |                          |
| Fire Force DNAsights 999.9                                      |           |                          |
| Galaxy Express 999                                              | 1977–1981 | Verhaal                  |
| Great Galaxy                                                    |           |                          |
| Great Yamato No. Zero                                           | 2004-2007 | Verhaal                  |
| Gun Frontier                                                    | 1972–1975 | Verhaal                  |
| Harlock Saga                                                    | 1998-1999 | Verhaal                  |
| Insect                                                          | 1975      |                          |
| Interstella 5555: The 5tory of the 5ecret 5tar 5ystem           | 2003      | Supervisie van productie |
| Kousoku Esper                                                   | 1968–1970 |                          |
| Machinner series                                                | 1969–1970 |                          |
| Maetel Legend                                                   | 2000      | Verhaal                  |
| Maeterlinck's Blue Bird: Tyltyl and Mytyl's Adventurous Journey | 1980      | Design van de personages |
| Mystery Eve                                                     | 1970–1971 |                          |
| Otoko Oidon                                                     | 1971–1973 |                          |
| Ozuma                                                           | 2012      | Verhaal                  |
| Planet Robot Danguard Ace                                       | 1977–1978 | Verhaal                  |
| Pu Pu                                                           | 1974      |                          |
| Queen Emeraldas                                                 | 1978-1979 | Verhaal                  |
| Queen Millennia                                                 | 1980-1983 | Verhaal                  |
| Saint Elmo – Hikari no Raihousha                                | 1986      | Vermeld in de aftiteling |
| Senjo Manga series                                              | 1973–1978 |                          |
| Sexaroid                                                        | 1968–1970 |                          |
| Space Battleship Yamato                                         | 1974      |                          |
| Space Pirate Captain Harlock                                    | 1977–1979 | Verhaal                  |
| Space Symphony Maetel                                           | 2004-2005 | Producent                |
| Starzinger                                                      | 1978–1979 | Verhaal                  |
| Submarine Super 99                                              | 1970-1972 | Verhaal                  |
| The Cockpit                                                     | 1993      | Verhaal                  |
| The Galaxy Railways                                             | 2003-2007 | Producent                |
| The Ultimate Time Sweeper Mahoroba                              |           |                          |
| Tiger-Striped Mii                                               |           |                          |

### Overige titels
- Great Galaxy (oorspronkelijk gekend als Great Yamato)
- Harlock Saga: Der Ring des Nibelungen
- Queen Millennia
- Starzinger (deel van de Force Five anthologie onder de titel Spaceketeers) (1978–1979)
- The Ultimate Time Sweeper Mahoroba
- Planet Robot Danguard Ace (deel van de Force Five anthologie onder de titel Dangard Ace; 1977–1978)